# Serin malais
Chrysocorythus estherae
Genre
Espèce
Statut de conservation UICN

 LC  : Préoccupation mineure
Le Serin malais (Chrysocorythus estherae, anciennement Serinus estherae) est une espèce de passereaux appartenant à la famille des Fringillidae. C'est la seule espèce du genre Chrysocorythus.

## Distribution
Cet oiseau vit à Sumatra, à Java, à Célèbes et aux Philippines.

## Sous-espèces
D'après la classification de référence (version 3.3, 2013) du Congrès ornithologique international (ordre phylogénique) :
- C. e. vanderbilti (Meyer de Schauensee, 1939) : (en synonymie de S. e. ripleyi Chasen, 1939) nord-ouest  de Sumatra (Gunung Leuser National Park) ;
- C. e. estherae Finsch, 1902 : ouest de Java. La plupart des observations récentes proviennent de Cibodas-Gunung Gede Nature Reserve ;
- C. e. chaseni (Kinzelbach, Dickinson & Somadikarta, 2009) (remplace S. e. orientalis Chasen, 1940) : est de Java (montagnes Tengger) ;
- C. e. renatae (Schuchmann & Wolters, 1982) : centre-sud-ouest de Sulawesi (Gunung Rantekombola) ;
- C. e. mindanensis  (Ripley & Rabor, 1961) : monts Apo et Katanglad à Mindanao, Philippines ; c’est la sous-espèce la plus différenciée, Ripley & Rabor l’avaient d’ailleurs décrite comme espèce distincte.

Forme rouge-orange : parc national de Lore Lindu, centre-nord de Sulawesi. Cette forme n’a pas encore été décrite mais le mâle et la femelle sont illustrés, photos à l’appui, par Ottaviani (2011).
C. e. ssp. nov.: parc national de Lore Lindu (monts Rorekatimbu, Rano Rano et Pakuli) dans
le centre-nord de Sulawesi.
Tout récemment, Ottaviani (2018) propose, pour cette probable
nouvelle sous-espèce, le nom scientifique linduensis en référence à sa localisation
géographique. En effet, les preuves se font de plus en plus en convaincantes que linduensis constitue bien une sous-espèce différenciée par rapport à C. e. renatae, la sous-espèce
la plus proche géographiquement. Les caractères distinctifs de linduensis sont la
coloration du plumage du mâle adulte et, secondairement, du jeune mâle.
Bishop & King (1986) suggèrent que ces serins
rouge-orange peuvent constituer une nouvelle sous-espèce, davantage qu’une simple
variation de couleur. Selon Ottaviani (2018), les distributions de renatae et linduensis sont séparées de plus de
260 km et la distribution de linduensis (actuellement connue) est contenue dans un triangle
formé par les monts Pakuli, Rorekatimbu et Rano Rano ce qui correspond en gros à la
superficie du parc national Lore Lindu. D’après cinq enregistrements (Xeno-canto et Avocet),
la voix de linduensis est bien différenciée de celle de chaseni. Malheureusement nous ne
disposons pas d’enregistrement de renatae dont une comparaison aurait été particulièrement
intéressante. Les différentes sous-espèces de C. estherae sont des formes vicariantes,
isolées géographiquement et se remplaçant les unes les autres. C. e. linduensis n’est pas
une variation ou une mutation individuelle car ce plumage différencié se retrouve, de façon
régulière, sur les trois localités. Il ne s’agit pas non plus d’une phase rouge (érythrique) de C. e. renatae car ce plumage est stable et identique dans le temps (observations à différentes
périodes de l’année) et l’espace (observations sur les trois sites). Le fait que certains
individus montrent du jaune au lieu du rouge-orange signifie qu’il s’agit de juvéniles, le jaune
devenant progressivement rouge-orange chez les mâles et jaune-orange chez les femelles.
Le manque de pigmentation se voit également dans le bec des juvéniles, brun au lieu de noir
chez les adultes. Mon hypothèse est que le serin malais est une espèce relique et isolée
dans les montagnes du sud-est asiatique, après le recul glaciaire datant de deux millions
d’années. Zuccon et al. (2012), par leurs analyses génétiques, ont d’ailleurs montré que le
serin malais est proche du chardonneret élégant (Carduelis carduelis) et du venturon
montagnard (C. citrinella) et le considèrent comme une ancienne lignée isolée parmi le
complexe Serinus-Carduelis tout en le réintégrant dans le genre Chrysocorythus.

## Habitat
Le serin malais est inféodé aux zones herbeuses parsemées d’arbrisseaux à 2 300 m sur le mont Rantekombola à Sulawesi, aux forêts de montagnes dominées par des Agathis dans le parc national de Lore Lindu à Sulawesi, à la cime des grands arbres des forêts pluviales de montagnes dans l’ouest de Java et aux arbrisseaux d’éricacées d’altitude sur le mont Katanglad à Mindanao.
La photo d’habitat (in Ottaviani 2011), prise dans le parc national de Lore Lindu, montre un biotope d’altitude plutôt ouvert et composé d’arbustes, d’arbrisseaux et de buissons donnant sur des arbres plus grands mais non sur la forêt dense.

## Alimentation
Depuis les observations très anciennes de Barthels (1904), aucune autre information n’est venue étayer l’alimentation de cette espèce, les guides d’identification donnant toujours des renseignements très généralistes. D’autres plantes ont été rapportées, photos à l’appui, par Ottaviani (2011) comme des fleurs de Pletranthus ou de Pogostemon heyeanus (lamiacée) et des graines de Lagerstroemia flos-reginae ou L. speciosa (lythracée).

## Mœurs
Selon Clement (1990), l’ensemble des données mentionne que le serin malais se tient généralement seul ou en petits groupes jusqu’à huit individus. Timide et effacé, il passe de longs moments posé sur le sol ou perché dans des buissons bas. Son vol est rapide et typiquement ondulant.

## Voix
L’appel est une note gazouillée métallique et monotone (Bishop & King 1986) et le chant en vol est un bref tintement rappelant celui du zostérops à calotte noire Zosterops atricapilla (Meyer de Schauensee & Ripley 1940).

## Nidification
Elle est totalement inconnue.